# 판독 기록 헤드

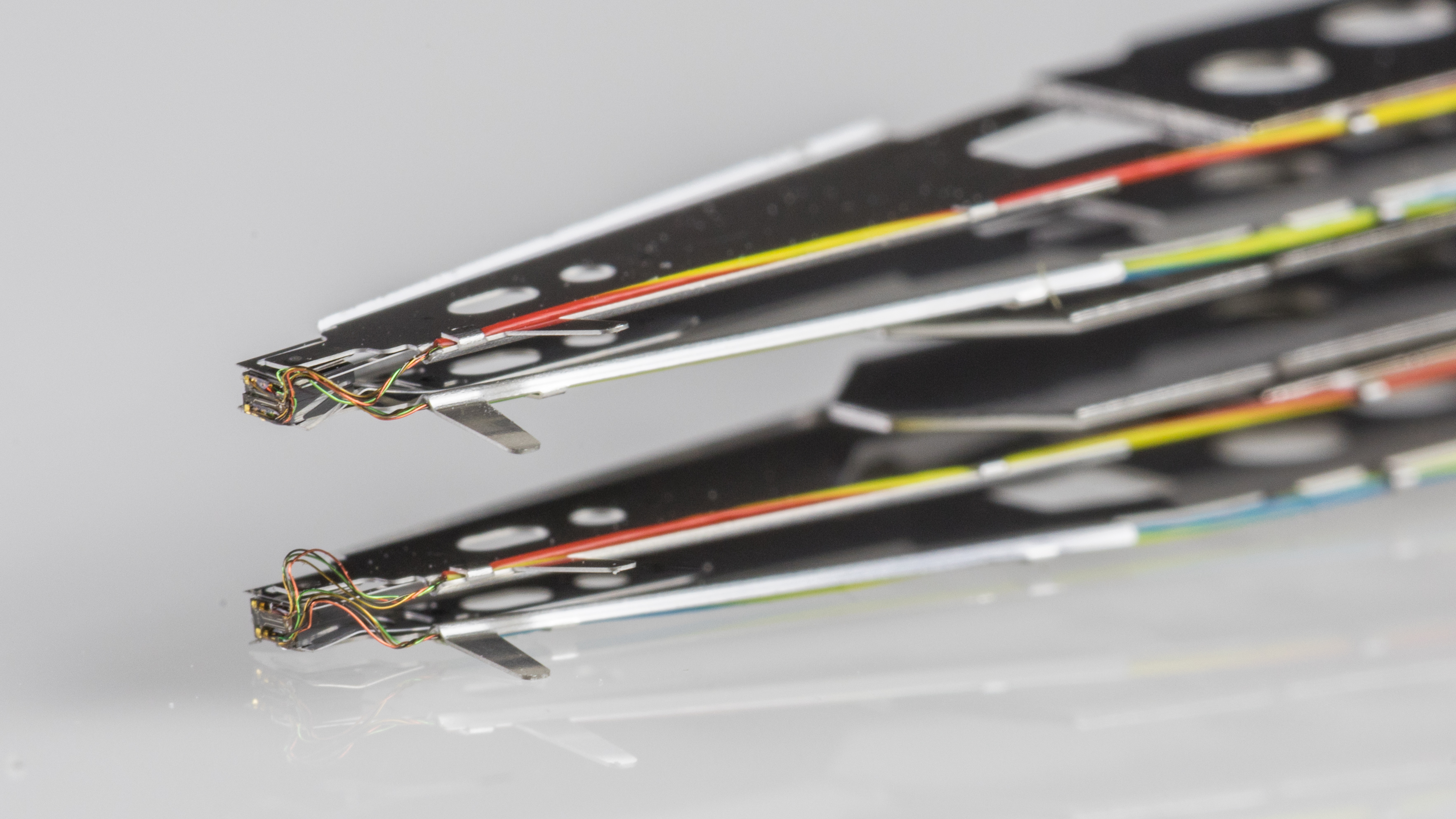

판독기록헤드(判讀記錄헤드) 또는 디스크 읽기 및 쓰기 헤드(Read/Write head)는 테이프 드라이브나 디스크 드라이브의 구성 부분으로, 테이프나 디스크에서 자료를 검색하고 기록한다. 디스크 플래터 위로 이동하여 플래터의 자기장을 전류로 변환(디스크 읽기)하거나 그 반대로 전류를 자기장으로 변환(쓰기)하는 디스크 드라이브의 작은 부분이다. 헤드는 수년에 걸쳐 많은 변화를 겪었다.
하드 드라이브에서 헤드는 3나노미터 정도의 간격으로 디스크 표면 위로 날아간다. 비행 높이는 더 높은 면적 밀도를 가능하게 하는 새로운 기술 세대마다 감소하고 있다. 헤드의 비행 높이는 슬라이더의 디스크를 향하는 표면에 에칭된 에어 베어링 설계에 의해 제어된다. 에어베어링의 역할은 헤드가 디스크 표면 위로 이동할 때 비행 높이를 일정하게 유지하는 것이다. 에어 베어링은 플래터 중심에서 헤드 거리에 따라 속도가 달라지더라도 플래터 전체에 걸쳐 동일한 높이를 유지하도록 세심하게 설계되었다. 헤드가 디스크 표면에 부딪히면 치명적인 헤드 충돌이 발생할 수 있다. 헤드에는 다이아몬드와 같은 탄소 코팅이 되어 있는 경우가 많다.

## 같이 보기
- 판독
- 롬